# Gdańsk Święty Wojciech
Gdańsk Święty Wojciech – zlikwidowany przystanek osobowy w Gdańsku, w dzielnicy Orunia-Św. Wojciech-Lipce, położony w Świętym Wojciechu. Znajduje się na 320 kilometrze linii kolejowej nr 9 biegnącej z Warszawy do Gdańska.
W bezpośrednim sąsiedztwie byłego przystanku przebiega linia kolejowa nr 226.
Przystanek został zamknięty w 1992 roku, a rok później fizycznie zlikwidowany. Do czasów modernizacji linii kolejowej nr 9 w latach 2012-2013 w miejscu przystanku znajdowały się dwa zarośnięte perony, obecnie już nieistniejące.

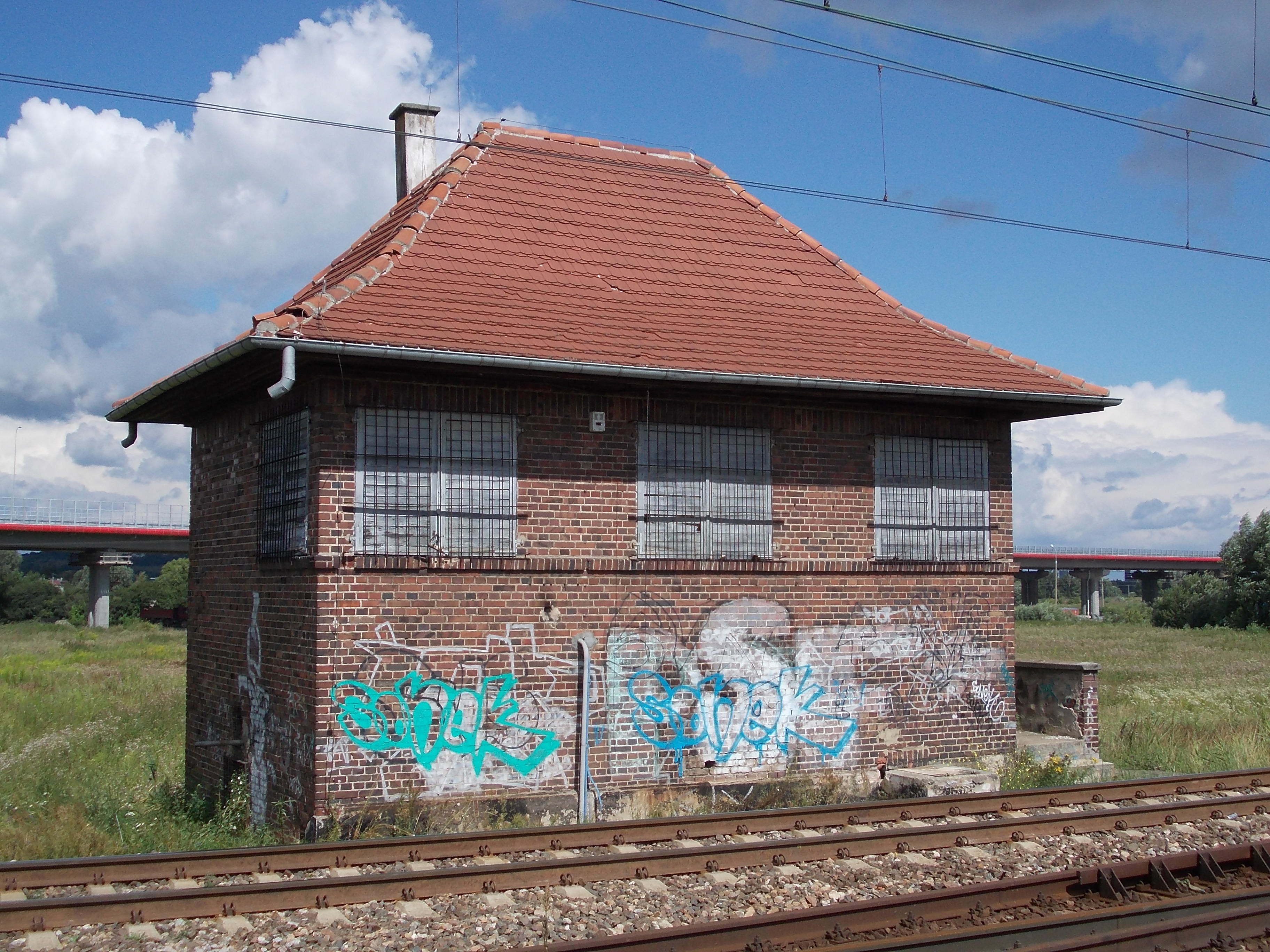
Nastawnia Gdańsk św. Wojciech